# 라오스 주재 외국공관 목록

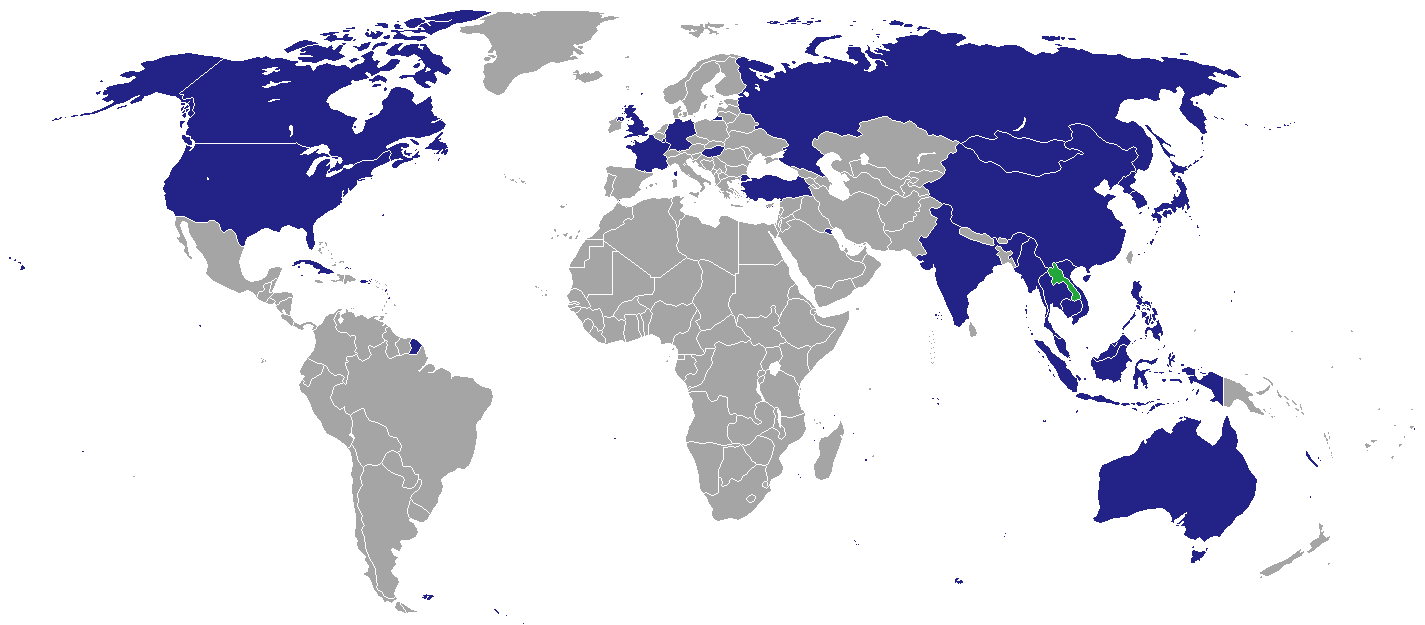
라오스에 상주하고 있는 외국공관들.

라오스 주재 외국공관 목록은 라오스에 주재하는 외국공관(대사관 및 영사관)과 함께 라오스와 외교 관계는 수립했으나, 라오스에 공관을 설치하지 않은 국가에 대해 다룬다.
현재 비엔티안에 대사관을 설치한 국가는 23개국이다.

## 대사관
비엔티안
| - 오스트레일리아 - 브루나이 - 미얀마 - 캄보디아 - 중국 - 쿠바 - 프랑스 - 독일 - 인도 - 인도네시아 - 일본 - 조선민주주의인민공화국 | - 대한민국 - 쿠웨이트 - 말레이시아 - 몽골 - 필리핀 - 러시아 - 싱가포르 - 태국 - 영국 - 미국 - 베트남 |

## 총영사관
루앙프라방
- 중국
- 베트남

팍세
- 베트남

카이손폼비한
- 태국
- 베트남

## 비상주공관
다음 국가들은 라오스와 외교 관계는 수립하였으나, 라오스에 대사관을 설치하지 않은 국가들이다. 옆에 병기한 지역에 설치된 공관에서 주 라오스 대사관을 겸임한다. 다만, 지역을 명시하지 않은 해당 도시는 방콕을 의미한다.
| - 아프가니스탄 (하노이) - 알바니아 (하노이) - 알제리 (하노이) - 아르헨티나 - 오스트리아 - 방글라데시 (하노이) - 벨기에 - 베냉 (베이징시) - 칠레 - 콜롬비아 (쿠알라룸푸르) - 크로아티아 (쿠알라룸푸르) - 키프로스 (뉴욕) - 체코 - 덴마크 (하노이) - 유럽 연합 (일반 대표부 - 방콕) - 이집트 (하노이) - 피지 (서울특별시) - 핀란드 (하노이) - 조지아 (도쿄도) - 그리스 - 기니 (베이징) - 헝가리 (하노이) - 이란 - 이라크 (하노이) - 아일랜드 (하노이) - 이스라엘 (하노이) - 이탈리아 - 자메이카 (베이징) - 리비아 (하노이) - 룩셈부르크 - 말리 (베이징) | - 멕시코 - 네팔 (양곤) - 네덜란드 - 뉴질랜드 (하노이) - 니카라과 (하노이) - 노르웨이 - 파키스탄 - 팔레스타인 (하노이) - 파라과이 (도쿄) - 페루 - 파푸아뉴기니 (자카르타) - 폴란드 - 포르투갈 - 루마니아 (하노이) - 르완다 (베이징) - 사하라 아랍 민주 공화국 (뉴델리) - 사우디아라비아 (뉴델리) - 세르비아 (양곤) - 세이셸 (베이징) - 남아프리카 공화국 - 스페인 - 스리랑카 - 스웨덴 - 스위스 (하노이) - 시리아 (뉴델리) - 탄자니아 (쿠알라룸푸르) - 튀니지 (뉴델리) - 튀르키예 - 예멘 (베이징) - 잠비아 (베이징) |

## 같이 보기
- 라오스의 재외공관 목록